# Ignatz Bubis

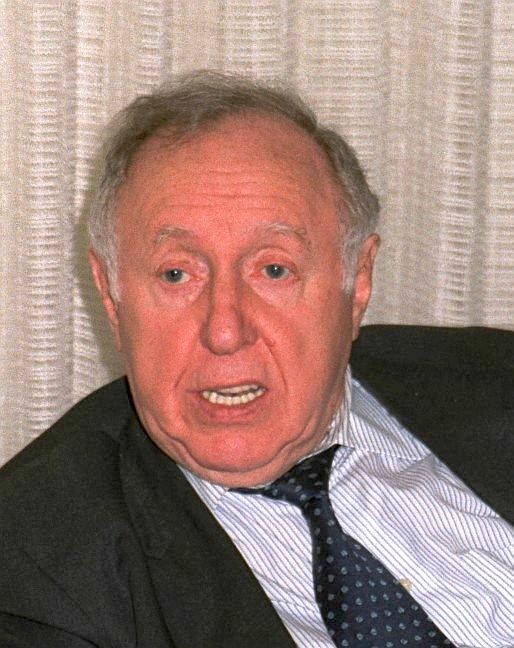
Ignatz Bubis (1997)

Ignatz Bubis (geboren am 12. Januar 1927 in Breslau; gestorben am 13. August 1999 in Frankfurt am Main) war ein deutscher Kaufmann, Politiker (FDP) und Vorsitzender des Zentralrates der Juden in Deutschland.

## Leben

### Kindheit und Jugend
Bubis war das jüngste von sieben Kindern. Sein Vater Jehoshua Josef Bubis war Angestellter einer Schifffahrtsgesellschaft in Breslau, die Mutter Hannah geb. Bronspiegel war Hausfrau. Bubis’ Eltern waren 1919 aus Russland nach Deutschland gekommen. Als mit der Machtergreifung der Nationalsozialisten eine judenfeindliche Politik in Deutschland einsetzte und es auch zu Tätlichkeiten gegen die Familie Bubis kam, verließ diese 1935 Breslau und zog nach Dęblin in Polen. Nach der Besetzung Polens im Zweiten Weltkrieg war die Familie Bubis wieder deutscher antisemitischer Verfolgung ausgesetzt. Im Februar 1941 musste Bubis mit seinem Vater ins Dębliner Ghetto ziehen. Die Mutter war 1940 an Krebs gestorben. Vom Judenrat des Ghettos wurde Bubis als Postbote beschäftigt. 1942 wurde der Vater in das Vernichtungslager Treblinka deportiert und dort ermordet. Auch Ignatz Bubis’ Bruder und eine Schwester wurden von den Nationalsozialisten umgebracht. Bubis selbst wurde Ende 1944 in das Zwangsarbeitslager bei Tschenstochau (poln. Częstochowa) gebracht, wo er in einer Munitionsfabrik arbeitete. Am 16. Januar 1945 wurde das Lager von der Roten Armee befreit. Aufgrund seiner Verschleppung durch die Nationalsozialisten konnte Bubis nur sechs Jahre lang Schulen besuchen. Er eignete sich in Folge sein gesamtes Wissen selbst an.

### Nachkriegszeit
Nach Kriegsende ging Bubis nach Deutschland. Zuerst betrieb er für die Militärbehörden Tauschzentralen in der Sowjetischen Besatzungszone, wo man für Wertsachen Lebensmittel bekam. 1948 wurde er wegen angeblichen Kaffeeschmuggels verhaftet, jedoch bald freigelassen. Bubis selbst führte den Vorwurf darauf zurück, dass er jüdische Armeeangehörige bei der Desertation unterstützt hatte. 1949 flüchtete er vor der sowjetischen Geheimpolizei in den Westen. In Berlin und in Pforzheim betätigte er sich im Schmuck- und Goldhandel. 1953 heiratete er Ida Rosenmann, die er seit ihrer Kindheit kannte und die ebenfalls im Ghetto Dęblin und im Arbeitslager Tschenstochau gewesen war. 1956 kam Bubis mit seiner Frau nach Frankfurt am Main, wo er sich auf das Immobiliengeschäft konzentrierte.
Im Frankfurter Häuserkampf wurden auch Häuser besetzt, die Bubis erworben hatte, um sie abreißen zu lassen. Bubis wurde stärker als andere Bauunternehmer von den Besetzern als Spekulant attackiert und bedroht. Er empfand das als absichtliches Anprangern des „jüdischen Buhmanns“. Protagonisten der Szene wie Daniel Cohn-Bendit und Joschka Fischer hätten sich damit bei ihren Anhängern angebiedert.
1976 erschien von Rainer Werner Fassbinder das Theaterstück Der Müll, die Stadt und der Tod mit einem jüdischen Immobilienspekulanten als negativer Hauptfigur. Die Öffentlichkeit bezog das sofort auf Bubis’ Person. Bubis und andere engagierten sich viele Jahre lang gegen das Stück, das sie als Versuch einer „Schuldumkehr“ sahen; Bubis sprach von „subventioniertem Antisemitismus“.
1979 wurde Bubis, seit 1969 Mitglied der FDP Hessen, als Beisitzer in den Frankfurter Kreisvorstand dieser Partei gewählt. Zwei andere Vorstandsmitglieder legten aus Protest gegen die Wahl des „Spekulanten“ ihre Ämter nieder.
In den 1980er Jahren investierte Bubis in deutsche und israelische Hotelketten sowie in den Bau von Sozialwohnungen und Luxusimmobilien in Berlin. Der Spiegel stellte ihn in den Zusammenhang mit einem lokalen Bau- und Korruptionsskandal. Zuletzt blieb der unternehmerische Erfolg aus. Als nach Bubis’ Tod seine gut 50 Grundstücke und Gebäude im Bundesgebiet verkauft wurden, stellte sich heraus, dass viele hoch verschuldet waren; die Firma ging in die Insolvenz.

### Jüdische Organisationen

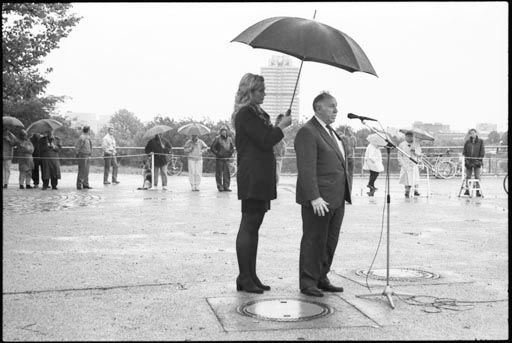
Ignatz Bubis 1995 bei der Einweihung des Denkmals für die Opfer des Olympiaattentats 1972

1965–1973 war Bubis Vorstandsmitglied der Jüdischen Gemeinde in Frankfurt. 1973 verzichtete er wegen der öffentlichen Vorwürfe gegen die Bauunternehmen zunächst auf die Wiederkandidatur. 1978 kandidierte er jedoch erneut und wurde zum Vorsitzenden gewählt; gleichzeitig zum Mitglied des Direktoriums des Zentralrates der Juden in Deutschland. 1985 wurde er in dessen Verwaltungsrat und 1989 zum zweiten Vorsitzenden des Zentralrats gewählt. Nach dem Tod des Vorsitzenden Heinz Galinski wurde Bubis 1992 dessen Nachfolger. 1997 wurde er in diesem Amt bestätigt. Anders als sein Vorgänger entwickelte Bubis eine große öffentliche Präsenz und vertrat die jüdischen Interessen pragmatisch und konziliant.

### Politisches Engagement
Ignatz Bubis war seit 1969 Mitglied der FDP, deren Bundesvorstand er 1995–1999 angehörte. Bis zu seinem Tode vertrat er seine Partei im Magistrat und in der Stadtverordnetenversammlung von Frankfurt am Main. 1979 bis 1992 saß er im Rundfunkrat des Hessischen Rundfunks, von 1987 bis 1992 als Vorsitzender dieses Gremiums. 1993 wechselte er in den Verwaltungsrat des HR, dem er bis 1996 angehörte.
Bubis gehörte in der FDP zu den entschiedensten Unterstützern von Einwanderern und Geflüchteten in Deutschland. 1992 kritisierte er die Änderung des Asylrechts und unterstützte 1992/1993 die Gründung der Liberalen Türkisch-Deutschen Vereinigung (LTD), bei deren Veranstaltungen er oftmals als Redner auftrat. Im Mai 1999 schlug er den Bundesvorsitzenden der LTD, Mehmet Daimagüler, auf dem Bremer Parteitag für den Bundesvorstand der FDP vor.
Bubis war im Jahr 1993 als möglicher Kandidat für das Amt des Bundespräsidenten im Gespräch. Er lehnte eine Kandidatur jedoch mit der Begründung ab, für ein jüdisches Staatsoberhaupt sei Deutschland noch nicht reif.

### Sonstiges Engagement
Bubis war Mitglied im Aufsichtsrat der Münchner Deutsche Private Finanzakademie (DPFA). Von 1997 bis 1999 war er Mitglied des Kuratoriums der Friedrich-Naumann-Stiftung.

### Privates
Ignatz Bubis war mit Ida Bubis, geb. Rosenmann, verheiratet und Vater von Naomi Bubis (* 1963). Bubis war tief in den Traditionen seiner Vorfahren verwurzelt. Er glaubte nicht an den biblischen Gott, sondern, in philosophischer Form, an eine Art „höheres Wesen“ und an die „ethische Ordnung der Religion“, an deren Regeln er sich seit seiner Kindheit hielt. Ihm war daran gelegen, orthodoxe Grundsätze auch seinen Kindern weiterzugeben.
Am 1. August 1995 wurde Bea Wyler als Rabbinerin in die jüdischen Gemeinden in Oldenburg und Braunschweig berufen. Ignatz Bubis erklärte, er werde „an keinem Gottesdienst teilnehmen, der von einer Frau geleitet wird.“ Dies sei aber seine persönliche Entscheidung, da die Gemeinden unabhängig seien. „Die Gemeinde Oldenburg möge damit glücklich sein, aber solange ich Vorsitzender der Gemeinde Frankfurt bin, wird es dort keine Rabbinerin geben.“

### Bestattung, Nachruf
Bubis wurde auf eigenen Wunsch auf dem Kiriat-Schaul-Friedhof in Tel Aviv (Israel) beerdigt, nicht weil er sich Deutschland nicht verbunden gefühlt hätte, sondern weil er fürchtete, dass auf sein Grab neonazistische Anschläge verübt werden könnten, so wie es mit dem Grab von Galinski geschehen war.
Während der Beerdigung von Ignatz Bubis in Israel spritzte ein exzentrischer Israeli Farbe auf das Grab. Bubis habe den Deutschen zum eigenen Profit „ein schlechtes Gewissen gemacht“. Der Corriere della Sera schrieb in diesem Zusammenhang: „Der deutsche Jude Ignatz Bubis wurde als Inkarnation der Alternative zum Zionismus betrachtet. Eine unbequeme Persönlichkeit in Israel.“ Immer wieder verteidigte er die Bundesrepublik im Ausland als demokratisch geläuterten Staat.

## Positionen
Bubis wollte als Politiker und Repräsentant einer Minderheit nicht auf die Rolle des Mahners festgelegt werden. Ihm schwebte ein normales, selbstverständliches Zusammenleben aller vor: Juden, Nichtjuden, Asylbewerber, und Einwanderer, von woher auch immer. Diese Perspektive versuchte er in zahlreichen Reden und Schriften zu vermitteln. Die Berliner Zeitung beschrieb ihn als „Missionar eines toleranten Zusammenlebens von jüdischen und nichtjüdischen Deutschen, von türkischen und kurdischen, albanischen und serbischen Mitbürgern“.
Beim Holocaust-Gedenktag 1989 und bei einer Rede zum 9. November zitierte Bubis einige Passagen aus der umstrittenen Jenninger-Rede, ohne dass das Publikum dies bemerkte.
Bubis war nicht kompromisslos. So brachte er 1987 die jüdische Gemeinde im Börneplatzkonflikt dazu, der Überbauung von mittelalterlichen jüdischen Relikten zuzustimmen, und 1988 verhinderte er den Eklat, als Helmut Kohl von der Gedenkfeier zum Jahrestag der Novemberpogrome in der Frankfurter Synagoge ausgeladen werden sollte. Andererseits dokumentierte Bubis mit seinem unmissverständlichen, offensiven Auftreten in der Fassbinder-Kontroverse 1985 und nochmals 1998 (als das Maxim-Gorki-Theater eine Aufführung von Der Müll, die Stadt und der Tod plante) ein ungeahntes, neues Selbstbewusstsein der jüdischen Deutschen, für die er Mitspracherecht im kulturellen Alltag abseits von Schuld- und Sühneritualen einforderte.
Oft wandte Bubis sich gegen antisemitische oder auch philosemitische Ausgrenzungen der jüdischen Deutschen. Er betonte, „nie eine andere Staatsbürgerschaft als die deutsche“ besessen zu haben. Nach dem Pogrom von Rostock-Lichtenhagen besuchte eine Delegation des Zentralrates am 2. November 1992 die Stadt. Der CDU-Bürgerschaftsabgeordnete Karlheinz Schmidt fragte Bubis: „Sie sind deutscher Staatsbürger jüdischen Glaubens, Ihre Heimat ist Israel. Ist das richtig so?“ worauf Bubis entgegnete „Sie wollen mit anderen Worten wissen, was ich hier eigentlich zu suchen habe?“ – Karlheinz Schmidt musste später zurücktreten und kündigte eine schriftliche Entschuldigung an, die jedoch nie erfolgte. Drei Tage später wurde Bubis vom Fernsehsender MDR mit fadenscheiniger Begründung ausgeladen.
Beim Besuch des israelischen Präsidenten Weizman im Jahr 1996 gratulierte Günter Reichert, damals Präsident der Bundeszentrale für politische Bildung, Bubis zur Rede „seines“ Staatsoberhauptes. Bubis antwortete: „Oh, Präsident Herzog hält immer gute Reden“, aber Reichert beharrte darauf, Bubis zum Ausländer zu machen – „Ich meine Ihren Präsidenten, Herrn Weizman.“ Dies erwähnte Bubis unter anderem später in einer Rede auf einer Versammlung des Allianz-Konzerns in Frankfurt/Main.
1993 erschien Ignatz Bubis’ erste Biographie von Edith Kohn unter dem Titel Ich bin ein deutscher Staatsbürger jüdischen Glaubens. 1996 veröffentlichte er das ebenfalls biographische Werk Damit bin ich noch lange nicht fertig zusammen mit dem Ghostwriter Peter Sichrovsky, von dem er sich jedoch wegen Arbeitsmängeln trennte; Sichrovsky habe Inhalte verwechselt oder erfunden. Das Buch wurde später umgeschrieben.
1998 verweigerten Bubis und seine Frau dem Schriftsteller Martin Walser nach dessen Friedenspreisrede in der Paulskirche demonstrativ den Applaus. Walser hatte von der „Moralkeule Auschwitz“ gesprochen und gegen die „Dauerpräsentation der deutschen Schande“ polemisiert (später distanzierte er sich von der Rede). Bubis nannte ihn einen „geistigen Brandstifter“ (was er später zurücknahm); er wolle „die Geschichte verdrängen und die Erinnerung auslöschen“. Klaus von Dohnanyi, der Walser verteidigte, sprach Bubis daraufhin ab, als Jude nachvollziehen zu können, worum es Walser gegangen sei, und fragte, ob sich die Juden „so sehr viel tapferer als die meisten anderen Deutschen verhalten hätten, wenn nach 1933 ‚nur‘ die Behinderten, die Homosexuellen und die Roma in die Vernichtungslager geschleppt worden wären.“ Bubis meinte, von Dohnanyi sei mit dieser „bösartigen“ Frage noch expliziter als Walser geworden.
Einen Monat vor seinem Tod äußerte sich Bubis resigniert über seine Amtszeit, in der er fast nichts habe bewegen können:

„Ich wollte diese Ausgrenzerei, hier Deutsche, dort Juden, weghaben. Ich habe gedacht, vielleicht schaffst du es, daß die Menschen anders über einander denken, anders miteinander umgehen. Aber, nein, ich habe fast nichts bewegt.“

## Ehrungen
- 1992: Bundesverdienstkreuz 1. Klasse
- 1993: Ehrenplakette der Stadt Frankfurt am Main
- 1993: Heinz Herbert Karry-Preis[38]
- 1993: Wilhelm-Leuschner-Medaille
- 1994: Erich-Kästner-Preis des Presseclubs Dresden e. V.
- 1996: Theodor-Heuss-Preis
- 1996: Großes Bundesverdienstkreuz
- 1999: Hedwig-Burgheim-Medaille
- 1999: Ricarda-Huch-Preis der Stadt Darmstadt (postum) – Mit dieser Auszeichnung werden Persönlichkeiten geehrt, „deren Wirken in hohem Maße bestimmt ist durch unabhängiges Denken und mutiges Handeln“ und die die „Ideale der Humanität und Völkerverständigung als Werte der historisch-kulturellen Identität der europäischen Gesellschaft fördern“.
- 1999: Ehrensenator der Universität Heidelberg (postum)
- 2000: Im Dezember 2000 wurde in Frankfurt am Main die Obermainbrücke in Ignatz-Bubis-Brücke umbenannt.
- seit 2001: verleiht die Stadt Frankfurt am Main den Ignatz-Bubis-Preis für Verständigung.

## Schriften
- Ich bin ein deutscher Staatsbürger jüdischen Glaubens. Ein autobiographisches Gespräch.  Kiepenheuer und Witsch, Köln 1993, ISBN 3-462-02274-1.
- Liberalismus. In: Werner Bruns, Walter Döring (Hrsg.): Der selbstbewusste Bürger. Die Liberalen Perspektiven. Bouvier, Bonn 1995.
- Juden in Deutschland. Aufbau Verlag, Berlin 1996, ISBN 978-3-7466-8505-2.
- (Ghostwriter Peter Sichrovsky[33][32]): Damit bin ich noch längst nicht fertig. 1996 (Autobiografie).